# كومالي كريك
كومالي كريك هي منطقة محلية في الإقليم الشمالي لأستراليا تقع على بعد 72 كيلومتر (45 ميل) جنوب شرق عاصمة الإقليم داروين.
تتكون المنطقة من أرض يحدها من الشرق نهر أديلايد والتي تقع حدودها الغربية في الغرب مباشرة من طريق ستيوارت السريع الذي يمر عبر المنطقة في محاذاة بين الشمال والجنوب. سميت هذه المنطقة باسم كومالي كريك الذي يتدفق عبر المنطقة واسمه يعتبر تحريفًا لاسم السكان الأصليين جوميلي. نشرت حدودها واسمها في الجريدة الرسمية في 29 أكتوبر 1997.
يفيد التعداد الأسترالي لعام 2016 الذي أجري في أغسطس 2016 أن كومالي كريك كان بها 20 شخصًا يعيشون داخل حدودها.